# Albula virgata
Albula virgata är en fiskart som beskrevs av Jordan 1922. Albula virgata ingår i släktet Albula och familjen Albulidae. IUCN kategoriserar arten globalt som otillräckligt studerad. Inga underarter finns listade i Catalogue of Life.